# Paul Antony
Pour les articles homonymes, voir Antony.
PA7 de son vrai nom Paul Antony, est un influenceur français connu pour escroquerie en bande organisée.

## Biographie

### Escroquerie
Lors du confinement en mars 2020, le gouvernement mets en place des aides pour les entreprises touchées par la pandémie de coronavirus. PA7 créé alors un système d’escroquerie basé sur des falsifications des demandes au nom d’autoentrepreneurs ou d’indépendants recrutés par l’intermédiaire de dépliants publicitaires et vidéos sur Snapchat. Il prend entre 30% et 50% de commission,,.
Il recrute une dizaine de personnes chargées de remplir les dossiers dans des bureaux à Asnières.

### Antécédent judiciaire
Lors de son arrestation, son casier judiciaire comporte une peine de neuf mois de prison avec sursis pour un démarchage illégal (une partie de ce sursis a été révoqué) et une sanction de deux mois pour avoir eu un téléphone portable pendant sa détention provisoire.

### Condamnation
En juillet 2021, il est arrêté à Dubaï,.
Le 25 août 2021, il est expulsé de Dubaï avant d’être mis en examen à son arrivée en France pour escroquerie en bande organisée et blanchiment aggravé. Il est placé en détention à la prison de Fresnes.
Le 6 juillet 2022, il est condamné en première instance à sept ans d’emprisonnement et 80 000 euros d’amende pour avoir organisé une fraude aux aides destinées aux entreprises touchées par la pandémie de Covid-19,. Il est également interdit de sortie du territoire pendant 5 ans. Le tribunal estime qu'il est lié à près de 700 demandes frauduleuses, pour 33,8 millions d'euros réclamés et 7,5 millions versés entre mars 2020 et juillet 2021.
Le 23 janvier 2023, il est condamné à cinq ans de prison dont une avec sursis par la cour d'appel de Paris. Il est également condamné à dix ans d’interdiction de gérer une entreprise (à vie en première instance)